# プレリアール
プレリアールは、超大型のタンカーであり、バティラス級スーパタンカーの4番船である。

## データ
- 運航会社
- 就航   1979年
- その後    2003年に解体
- 全長    414.22m
- 全幅
- 総トン数

## 概要
プレリアールは、バティラス級スーパタンカーの4番船として、1979年に就航し、2003年に解体された。全長は、世界第4位あった。なお、本船は、3回改名した。

## 同型船
- 1番船   バティラス
1976年  竣工   1985年  解体
- 2番船  ベラミア
1976年   竣工   1986年  解体
- 3番船   ピエール・ジョーマ
1977年   竣工   1983年  解体